# Делень (Бегачу, Муреш)
Делень, Делені, Деленій (рум. Deleni) — село у повіті Муреш в Румунії. Входить до складу комуни Бегачу.
Село розташоване на відстані 245 км на північний захід від Бухареста, 35 км на південний захід від Тиргу-Муреша, 80 км на південний схід від Клуж-Напоки, 119 км на північний захід від Брашова.

## Населення
За даними перепису населення 2002 року у селі проживали 1247 осіб.
Національний склад населення села:
| Національність | Кількість осіб | Відсоток |
| -------------- | -------------- | -------- |
| угорці         | 807            | 64,7%    |
| румуни         | 287            | 23,0%    |
| цигани         | 153            | 12,3%    |

Рідною мовою назвали:
| Мова      | Кількість осіб | Відсоток |
| --------- | -------------- | -------- |
| угорська  | 803            | 64,4%    |
| румунська | 341            | 27,3%    |
| циганська | 103            | 8,3%     |